# 引力と斥力
引力（いんりょく、英: attraction）または誘引力とは、2つの物体の間に働く相互作用のうち、引き合う（互いを近付けようとする）力のこと。
一方、斥力（せきりょく、英: repulsion）または反発力とは、同様に2つの物体の間に働く相互作用であるが、反発し合う、すなわち互いを遠ざけようとする力のこと。
現在、物理学においては4つの基本的な力が考えられている。
そのうちのひとつ、電磁力（静電力と磁力）には引力と斥力の両方が存在する。電気と磁気にはそれぞれ2つの極性があり（電気では正と負、磁気でも正負と言うがN極とS極と言うこともある）、同じ極性同士には斥力が働き、異なる極性同士には引力が働く。
一方で、これもまた4つの力のうちのひとつである重力（万有引力）は、引力だけが確認されており、斥力としての重力は確認されていない。
また、特殊な場合として、パウリの排他律はある種の2つの物理的存在（フェルミオン）が同時にひとつの場所を占めることができない(正確にはひとつの状態を取り得ない)という法則であり、このためこの種の存在が非常に接近したとき非常に強力な斥力が発生するとみなすことができる。この場合は斥力だけであり、対応する引力は存在しない。